# Estación de Puerta de Toledo

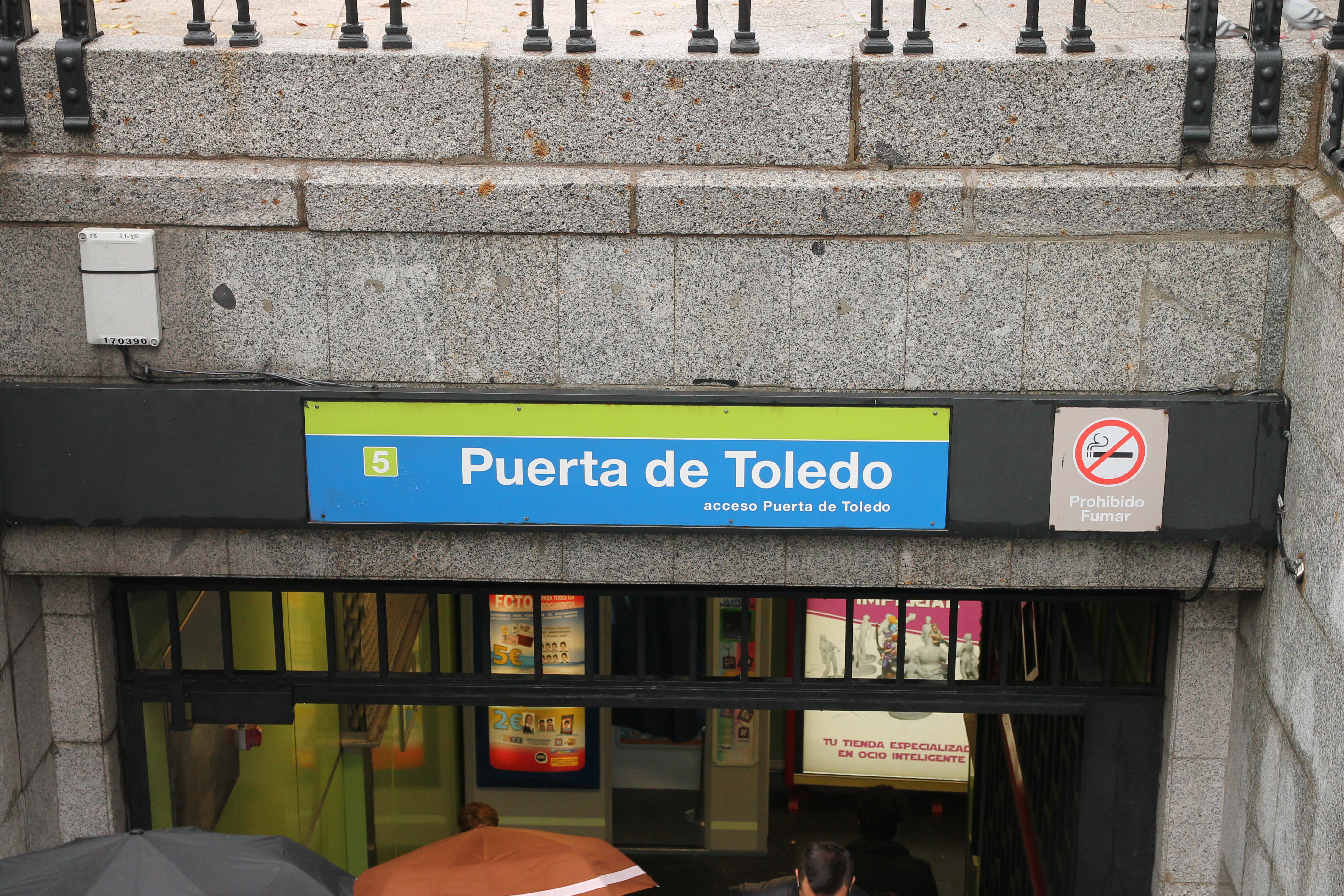
Entrada a la estación.

Puerta de Toledo es una estación de la línea 5 del Metro de Madrid (España) situada entre los distritos de Arganzuela y Centro. La estación está ubicada bajo la Puerta de Toledo, plaza donde confluyen varias calles importantes del centro como la calle Toledo, la Ronda de Toledo, la Ronda de Segovia y la Gran Vía de San Francisco.
La estación abrió al público el 5 de junio de 1968 con el primer tramo de la línea entre Callao y Carabanchel, siendo reformada entre 2003 y 2004 con la colocación de nuevas bóvedas y paramentos. A pesar de la reforma carece de ascensores, por lo que no es accesible para personas con movilidad reducida.
En la superficie tiene correspondencia con numerosas líneas de autobuses de la EMT, cuatro de ellas tienen su cabecera aquí. La estación tiene una curva muy cerrada.

## Accesos
Vestíbulo Puerta de Toledo
- Puerta de Toledo Ronda de Toledo, 1 (esquina Gta. Puerta de Toledo)

## Líneas y conexiones

### Metro
| << cabecera      | < estación | línea | estación > | cabecera >>   |
| ---------------- | ---------- | ----- | ---------- | ------------- |
| Alameda de Osuna | La Latina  |       | Acacias    | Casa de Campo |

### Autobuses
| Diurnos                                    |                                                 |                                                         |
| Autobuses con cabecera en Puerta de Toledo |                                                 |                                                         |
| Línea                                      | Destino                                         | Parada                                                  |
| 3                                          | Plaza de San Amaro                              | 5070 PUERTA DE TOLEDO (Gran Vía de San Francisco)       |
| M3                                         | Sol / Sevilla                                   | 51047 PUERTA DE TOLEDO (junto Biblioteca Pedro Salinas) |
| 002                                        | Argüelles (por Sevilla y Malasaña)              | 80 METRO PUERTA DE TOLEDO                               |
| C03                                        | Argüelles (por las Rondas y los Bulevares)      | 4870 PUERTA DE TOLEDO (Gta. de la Puerta de Toledo, 3)  |
| Autobuses pasantes en Puerta de Toledo     |                                                 |                                                         |
| Línea                                      | Destino                                         | Parada                                                  |
| 41                                         | Colonia del Manzanares                          | 549 PUERTA DE TOLEDO (Pº de los Pontones, 2)            |
| 41                                         | Atocha                                          | 593 PUERTA DE TOLEDO (C/ Toledo, 131)                   |
| 148                                        | Puente de Vallecas                              | 1883 PUERTA DE TOLEDO (Gran Vía de San Francisco)       |
| 60                                         | Plaza de la Cebada                              | 1884 PUERTA DE TOLEDO (Gran Vía de San Francisco, 2)    |
| 148                                        | Plaza del Callao                                | 1884 PUERTA DE TOLEDO (Gran Vía de San Francisco, 2)    |
| C1                                         | Circular 1 (> Cuatro Caminos)                   | 2359 RONDA DE SEGOVIA-PUERTA DE TOLEDO                  |
| C2                                         | Circular 2 (> Embajadores)                      | 2360 RONDA DE SEGOVIA-PUERTA DE TOLEDO                  |
| 17                                         | Colonia Parque Europa                           | 2589 TOLEDO-LA PALOMA                                   |
| 18                                         | Villaverde Cruce (por Los Ángeles)              | 2589 TOLEDO-LA PALOMA                                   |
| 23                                         | Villaverde Cruce (por San Fermín y Los Rosales) | 2589 TOLEDO-LA PALOMA                                   |
| 35                                         | Carabanchel Alto                                | 2589 TOLEDO-LA PALOMA                                   |
| 60                                         | Orcasitas                                       | 2589 TOLEDO-LA PALOMA                                   |
| 17                                         | Plaza Mayor                                     | 4780 TOLEDO-LA PALOMA                                   |
| 18                                         | Plaza Mayor                                     | 4780 TOLEDO-LA PALOMA                                   |
| 23                                         | Plaza Mayor                                     | 4780 TOLEDO-LA PALOMA                                   |
| 35                                         | Plaza Mayor                                     | 4780 TOLEDO-LA PALOMA                                   |
| Nocturnos                                  |                                                 |                                                         |
| Línea                                      | Destino                                         | Parada                                                  |
| N26                                        | Plaza de Alonso Martínez                        | 593 PUERTA DE TOLEDO (C/ Toledo, 131)                   |
| N26                                        | Aluche                                          | 594 PUERTA DE TOLEDO (C/ Toledo, 118)                   |
| N16                                        | Avenida de la Peseta                            | 1883 PUERTA DE TOLEDO (Gran Vía de San Francisco, 2)    |
| N16                                        | Plaza de Cibeles                                | 1884 PUERTA DE TOLEDO (Gran Vía de San Francisco, 2)    |
| NC1                                        | Circular 1 (> Pza. España - Cuatro Caminos)     | 2359 RONDA DE SEGOVIA-PUERTA DE TOLEDO                  |
| NC2                                        | Circular 2 (> Atocha - Manuel Becerra)          | 2360 RONDA DE SEGOVIA-PUERTA DE TOLEDO                  |